# Понтус Вернблум
Понтус Вернблум (швед. Pontus Wernbloom, нар. 25 червня 1986, Кунґельв) — шведський футболіст, півзахисник, нападник клубу «Гетеборг».
Насамперед відомий виступами за клуби «Гетеборг», АЗ та ЦСКА (Москва), а також національну збірну Швеції.

## Клубна кар'єра
Вихованець юнацьких команд футбольних клубів Геррюнга СК, «Кунґагелла» та ІФК Гетеборг.
У дорослому футболі дебютував 2005 року виступами за команду клубу ІФК Гетеборг, в якій провів чотири сезони, взявши участь у 157 матчах чемпіонату.  Більшість часу, проведеного у складі ІФК Гетеборг, був основним гравцем команди. У складі ІФК був одним з головних бомбардирів команди, маючи середню результативність на рівні 0,33 голу за гру першості.
Своєю грою за цю команду привернув увагу представників тренерського штабу нідерландського АЗ Алкмар, до складу якого приєднався 2009 року. Відіграв за команду з Алкмара наступні три сезони своєї ігрової кар'єри.
До складу клубу ЦСКА (Москва) приєднався у січні 2012 року. Дебютував 21 лютого в матчі 1/8 фіналу Ліги чемпіонів проти мадридського «Реала», в якому зумів відзначитися на 90+2 хвилині, зрівнявши рахунок (гра завершилась з рахунком 1:1).

## Виступи за збірні
Протягом 2006–2009 років  залучався до складу молодіжної збірної Швеції. На молодіжному рівні зіграв у 24 офіційних матчах, забив 6 голів.
У 2007 році дебютував в офіційних матчах у складі національної збірної Швеції. Наразі провів у формі головної команди країни 51 матч, забивши 2 голи.

## Титули і досягнення
- Чемпіон Швеції (1):

ІФК Гетеборг:  2007
- Чемпіон Росії (3):

ЦСКА (Москва):  2012–13, 2013–14, 2015–16
- Володар Кубка Швеції (1):

ІФК Гетеборг:  2008
- Володар Кубка Росії (1):

ЦСКА (Москва):  2012–13
- Володар Суперкубка Швеції (1):

ІФК Гетеборг:  2008
- Володар Суперкубка Нідерландів (1):

АЗ: 2009
- Володар Суперкубка Росії (2):

ЦСКА (Москва): 2013, 2014
- Чемпіон Греції (1):

ПАОК: 2018–19
- Володар Кубка Греції (1):

ПАОК: 2018–19